# Autumn Aurora
Autumn Aurora — другий студійний альбом українського блек-метал-гурту «Drudkh», виданий у 2004 році, британським лейблом «Supernal Music». Альбом був перевиданий 9 жовтня 2009 року лейблом «Season of Mist». У перевиданні був доопрацьований звук та змінена обкладинка.

## Зміст
1. «Fading» — (1:31)
2. «Summoning the Rain» — (5:41)
3. «Glare of Autumn» — (5:09)
4. «Sunwheel» — (8:47)
5. «Wind of the Night Forests» — (9:59)
6. «The First Snow» — (9:10)